# Marie Hrušková-Rozsypalová
Marie Hrušková-Rozsypalová (20. září 1919 – ???), byla česká a československá politička Komunistické strany Československa a poúnorová poslankyně Národního shromáždění ČSR.

## Biografie
V roce 1948 se zmiňuje jako učitelka. V roce 1951 se uvádí jako předsedkyně Krajského výboru Československého svazu žen.
Ve volbách roku 1948 byla zvolena do Národního shromáždění za KSČ ve volebním kraji Ústí nad Labem. V parlamentu zasedala až do konce funkčního období, tedy do voleb v roce 1954.